# Village of the Branch
Village of the Branch è un villaggio degli Stati Uniti d'America, situato nello stato di New York, nella contea di Suffolk.